# بيرني (كافالا)
بيرني (Πέρνη) هي مدينة في كافالا في مقاطعة فوريا إلادا في اليونان. كانت تعرف حتى عام 1926 باسم كاراتزا كيوي، وبين عامي 1926-27 باسم فيليبي.